# Thập niên 250
Thập niên 250 hay thập kỷ 250 chỉ đến những năm từ 250 đến 259.